# Cinesina

Cinesina caminando sobre un microtúbulo.

Las cinesinas, también llamadas quinesinas son una familia de proteínas motoras que median el transporte intracelular anterógrado sobre los microtúbulos, que son componentes del citoesqueleto. La palabra cinesina etimológicamente proviene del griego kinetos que significa móvil.

## Técnicas que han permitido su estudio
Típicamente han sido estudiadas en fragmentos celulares ricos en microtúbulos y con un transporte vesicular altamente ordenado y frecuente: esto es, en los axones de neuronas, más frecuentemente en el axón gigante del calamar. Las técnicas más empleadas para su estudio han sido: las puramente morfológicas, como la microscopía electrónica de barrido o de transmisión; las bioquímicas, como la electroforesis; las biofísicas, como la trampa óptica; las de inmunomarcaje por fluorescencia o enzimas; y las genéticas, por deleción de dominios proteicos o mediante animales knockout.

## Estructura molecular
La cinesina I es un dímero de dos cadenas pesadas, cada una de las cuales está asociada a una cadena liviana, con un peso molecular total de 380.000 Da. Consta de dos dominios cabeza, globulares, un tallo central y un par de dominios cola, también globulares pero más pequeños. El dominio cabeza posee la actividad ATPasa y une los microtúbulos, y el dominio cola reconoce a la membrana lipídica de las vesículas a transportar, probablemente por mediación de las cadenas ligeras.

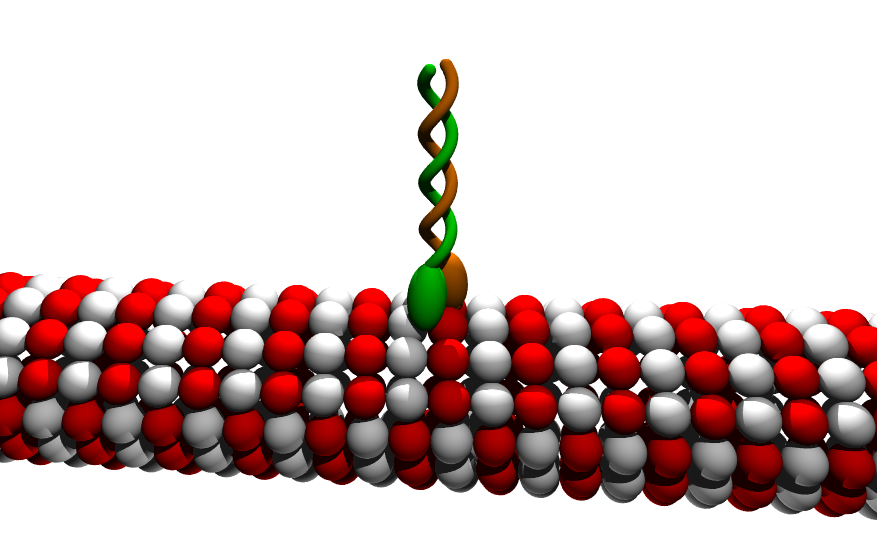
Cinesina unida a un microtúbulo.

## Función
La mayoría de las cinesinas intervienen en el transporte anterógrado de vesículas, es decir, que implican un movimiento hacia la parte más distal de la célula, la neurita y las cilias hacia el extremo (+) de los microtúbulos, sobre los que se desplazan. Por el contrario, otra familia de proteínas motoras, las dineínas, emplean los mismos raíles pero dirigen las vesículas a la parte más proximal de la célula, por lo que su transporte es retrógrado. En neuronas los extremos positivos de los microtúbulos se dirigen hacia las terminales sinápticas, como aparatos de golgi.

## Clasificación
Según su papel en la fisiología celular, las cinesinas se dividen en:
1. Motores citosólicos
  1. Cinesinas I
  2. Cinesinas II
2. Motores mitóticos
  1. Cinesina BimC
  2. Cinesina Ncd

Esta distinción es vital, puesto que si bien las cinesinas intervienen en el tráfico vesicular durante la interfase del ciclo celular, tanto o más importante es su correcta función durante la mitosis, en la cual favorecen el movimiento de los microtúbulos para conformar el huso acromático y separar las cromátidas hermanas durante la anafase.